# آنیتا لیزانا
 آنیتا لیزانا (انگلیسی: Anita Lizana؛ زاده ۱۹ نوامبر ۱۹۱۵ درگذشته ۲۱ اوت ۱۹۹۴) یک تنیس‌باز اهل شیلی بود.